# Entretenimento assassino
Killer Entertainments  é um projeto de Jenny Terry e Raegan Kelly que aborda o papel do vídeo na Guerra do Iraque . Tenta responder à questão de como apresentar e analisar vídeos feitos por soldados, fuzileiros navais e outros combatentes durante a batalha sem diminuir ou sensacionalizar suas contribuições. O design resultante de Terry e Kelly usa o meio digital para permitir conexões não lineares em vez de uma narrativa estática tradicional. Eles apresentam vários pontos de vista sem se concentrar em um único argumento, permitindo que os usuários interpretem o material por si próprios. 

## Suporte
Killer Entertainments utiliza o Vectors Journal of Culture and Technology em um espaço Vernacular Dinâmico da University of Southern California .  O jornal on-line internacional mantido pelo Institute for Multimedia Literacy da University of Southern California, da School of Cinematic Arts, explora a convergência de cultura e tecnologia. Vetores publica projetos que são melhor contados por meio de ferramentas multimídia da esfera digital. 

## Layout
A divisão de três vias para visualização de vídeos na página principal é representativa da variedade de pontos de vista disponíveis em uma zona de guerra . Quando o usuário clica nos pontos de informação vermelhos e marrons que se ramificam de telas correlacionadas, os pontos vermelhos escurecem ligeiramente enquanto os pontos marrons se tornam ocos. Depois de uma extensa exploração do projeto, a página assume a visão de um campo de batalha, repleto de marcadores vermelhos, manchas de sangue seco e buracos de bala. 
Mais importante ainda, esses pontos informativos fornecem uma base contextual significativa, dando ao usuário uma maior capacidade de interpretar os vários vídeos. Os pontos incluem localização, pessoas, unidades militares, terminologia de guerra, vocabulário cinematográfico e questões de guerra maiores. Por exemplo, o vocabulário cinematográfico descreve o efeito dos tipos e ângulos de câmera no público. Terry e Kelly diferenciam entre montados em capacetes, manuais, propriocepção de videogame, visão noturna, montados em armas e veículos, endereços diretos e documentários de guerra. 